# Cryphia semifascia
Cryphia semifascia är en fjärilsart som beskrevs av Smith 1900. Cryphia semifascia ingår i släktet Cryphia och familjen nattflyn. Inga underarter finns listade i Catalogue of Life.